# IX millennio a.C.
Il IX millennio a.C. inizia il 1º gennaio dell'anno 9000 a.C. e termina il 31 dicembre dell'anno 8001 a.C. incluso.

## Eventi
- Mesopotamia
  - Intorno all'anno 9000 a.C.
    - Inizio del neolitico in Medio Oriente
    - cultura neolitica di Karim Shakir in Mesopotamia (fino a 7000 a.C.);
- Vicino oriente
  - Intorno all'anno 9000 a.C.
    - Siria: Arte di El Einan e Mugharet el Kebir
    - Palestina: Insediamenti protourbani a Gerico (Palestina);

  - Intorno all'anno 8500 a.C.
    - primi villaggi ad Ain shakra, in Siria (fino a 7000 a.C.).

  - Intorno all'anno 8350 a.C.
    - insediamento Gerico Preceramico A (fino al 7370 a.C.) - coltivazione di orzo, farro e legumi e costruzioni di mura;

  - coltivazioni a terrazze a Uad Falla e Carmel), in Palestina.
- Egitto
  - Intorno all'anno 9000 a.C.: Cultura neolitica Faiyum A in Alto Egitto (fino al 6000 a.C.).
- Iran
  - Intorno all'anno 9000 a.C.
    - Cultura aceramica di Tappeh Ganj Dareh e Tappeh Abdul Hosein. Primi tentativi di allevamento di ovini.
    - Prime comunità agricole come Chogha Bonut (il primo villaggio in Susiana)[1] in Iran occidentale (risultato dello sviluppo endogeno o di influenze esterne)
    - Prime ceramiche note: Figurine in terracotta di animali e umani sono stati modellati e prodotti a Ganj Dareh e Teppe Sarab, nonché nell'Iran occidentale.[2]
    - Insediamenti stabili a Shanidar, Zawi Shemi Ganjdareh e Asiab (fino a 8500 a.C.)
- India
  - Intorno all'anno 9000 a.C.: Inizio del neolitico nella valle dell'Indo
- Cina
  - Intorno all'anno 8500 a.C.: Presunto inizio del neolitico in Cina;

## Mitologia
- In questo millennio Platone fa rientrare l'esistenza di Atlantide;

## Invenzioni, scoperte, innovazioni
- 8000 a.C. circa - invenzione dell'arco e della freccia
- 8000 a.C. circa - inizio della coltivazione dei cereali
- 8000 a.C. circa - domesticazione del maiale

## Ritrovamenti
- Il più antico manufatto umano in stoffa di canapa sembra risalire all'8000 a.C.